# Osmofobia
La Osmofobia u olfactofobia se refiere al miedo, aversión o hipersensibilidad psicológica a los olores. La fobia se produce generalmente en enfermos con migraña crónica cuyas migrañas pueden ser desencadenadas por el olor. Tales migrañas son frecuentemente provocadas por el mal olor, pero la hipersensibilidad puede extenderse a todos los olores. Un estudio encontró que 25% de los enfermos de migraña tenían algún grado de osmofobia. La afección también puede estar presente en individuos, específicamente en el síndrome de abstinencia de opioides, donde por lo general se asocia con náuseas y/o vómitos.
El término osmofobia proviene del griego ὀσμή - osmē, que significa "olfato, olor" y φόβος - fobos, "miedo". Olfactofobia viene del latín olfacto, "olor".